# Deutscher Buchpreis
Mit dem Deutschen Buchpreis (dbp) zeichnet der Börsenverein des Deutschen Buchhandels seit 2005 zum Auftakt der Frankfurter Buchmesse den besten deutschsprachigen Roman des Jahres aus. Der Autor des Siegertitels erhält 25.000 Euro, die fünf anderen Finalisten bekommen je 2500 Euro.

## Unterstützung
Partner ist neben der Frankfurter Buchmesse die Deutsche Bank Stiftung. Der Deutschlandfunk kooperiert mit dem Börsenverein.
Bis 2007 wurde der Deutsche Buchpreis vom Spiegel-Verlag sowie von Florian und Gabriele Langenscheidt unterstützt. Die Deutsche Welle kooperierte mit dem Börsenverein.

## Idee
Die Auszeichnung verwirklicht für den deutschsprachigen Raum einen hochrangigen Literaturpreis, vergleichbar mit dem Prix Goncourt oder dem Booker Prize. Anders als beim Deutschen Bücherpreis und dessen Nachfolger, dem Preis der Leipziger Buchmesse, werden neben dem Hauptpreisträger fünf weitere Romane als Finalisten in besonderer Weise hervorgehoben. Entsprechend ausgestattet ist die Dotierung.
Das Auswahlverfahren zieht sich, begleitet von ausführlichen Medienberichten, über mehrere Monate hin. So wird für die rund 20 Titel eine erhöhte Publizität erreicht.
Der Preis, so beschrieb es Christoph Schroeder, ist ein Verkaufsinstrument des Börsenvereins des Deutschen Buchhandels zur Stärkung des Buchhandels.

## Auswahlverfahren
Verlage aus Deutschland, Österreich und der Schweiz bewerben sich mit jeweils maximal zwei Titeln aus ihrer Produktion, die im Zeitraum von Oktober des Vorjahres bis September des Vergabejahres erschienen sein müssen. Die Akademie Deutscher Buchpreis, der bis zu elf Vertreter der Buch- und Medienbranche angehören, wählt die jährlich wechselnde Jury. Diese besteht in der Regel aus Schriftstellern, Journalisten und literarischen Buchhändlern.
Die Jury sichtet alle Einsendungen und stellt eine 20 Titel umfassende Longlist zusammen, die im August des Preisvergabejahres veröffentlicht wird. Aus dieser Auswahl ermitteln die Juroren sechs Finalisten, die sie im September veröffentlichen, die sogenannte Shortlist. Am Montag vor der Frankfurter Buchmesse im Oktober wird der preisgekrönte Roman im Kaisersaal des Frankfurter Römers bekannt gegeben.

## Preisträger
Am häufigsten ausgezeichnet wurden Romane von Autoren mit deutscher Staatsangehörigkeit (fünfzehn Siege), gefolgt von ihren Kollegen aus Österreich (drei Erfolge) und der Schweiz (zwei Siege). Bisher konnte kein Schriftsteller den Deutschen Buchpreis mehr als einmal gewinnen.
Der Verlag mit den meisten Preisträgern ist Suhrkamp (vier Siege), gefolgt von Rowohlt (drei), S. Fischer, Jung und Jung, Luchterhand sowie Matthes & Seitz Berlin (je zwei Siege) und DuMont Buchverlag und Klett-Cotta (je ein Sieg).
| Jahr | Preisträger/-in     | Titel                                                                                          | Verlag                     |
| ---- | ------------------- | ---------------------------------------------------------------------------------------------- | -------------------------- |
| 2005 | Arno Geiger         | Es geht uns gut                                                                                | Carl Hanser                |
| 2006 | Katharina Hacker    | Die Habenichtse                                                                                | Suhrkamp                   |
| 2007 | Julia Franck        | Die Mittagsfrau                                                                                | S. Fischer                 |
| 2008 | Uwe Tellkamp        | Der Turm                                                                                       | Suhrkamp                   |
| 2009 | Kathrin Schmidt     | Du stirbst nicht                                                                               | Kiepenheuer & Witsch       |
| 2010 | Melinda Nadj Abonji | Tauben fliegen auf                                                                             | Jung und Jung              |
| 2011 | Eugen Ruge          | In Zeiten des abnehmenden Lichts                                                               | Rowohlt                    |
| 2012 | Ursula Krechel      | Landgericht                                                                                    | Jung und Jung              |
| 2013 | Terézia Mora        | Das Ungeheuer                                                                                  | Luchterhand                |
| 2014 | Lutz Seiler         | Kruso                                                                                          | Suhrkamp                   |
| 2015 | Frank Witzel        | Die Erfindung der Roten Armee Fraktion durch einen manisch-depressiven Teenager im Sommer 1969 | Matthes & Seitz Berlin     |
| 2016 | Bodo Kirchhoff      | Widerfahrnis                                                                                   | Frankfurter Verlagsanstalt |
| 2017 | Robert Menasse      | Die Hauptstadt                                                                                 | Suhrkamp                   |
| 2018 | Inger-Maria Mahlke  | Archipel                                                                                       | Rowohlt                    |
| 2019 | Saša Stanišić       | Herkunft                                                                                       | Luchterhand                |
| 2020 | Anne Weber          | Annette, ein Heldinnenepos                                                                     | Matthes & Seitz Berlin     |
| 2021 | Antje Rávik Strubel | Blaue Frau                                                                                     | S. Fischer                 |
| 2022 | Kim de l’Horizon    | Blutbuch                                                                                       | DuMont Buchverlag          |
| 2023 | Tonio Schachinger   | Echtzeitalter                                                                                  | Rowohlt                    |
| 2024 | Martina Hefter      | Hey guten Morgen, wie geht es dir?                                                             | Klett-Cotta                |

## Kritik
2008 entwickelte sich eine Debatte über den Sinn des Preises und dessen Modalitäten. Mehrere Schriftsteller kritisierten eine willkürliche Auswahl nach „außerliterarischen“ Kriterien sowie die Anwesenheitspflicht der Nominierten. Dem entgegengehalten wurde eine Notwendigkeit zur Popularisierung von qualitativ anspruchsvoller Literatur.
Der Journalist Wolfram Schütte sprach dagegen in Übereinstimmung mit Monika Maron dem Preis ab, ein Buchpreis zu sein. Vielmehr handele es sich um einen Marketingpreis, der „vor allem den bestsellersüchtigen Buchhandelsketten“ nütze. Dabei verlöre man die weltweit einmalige Qualität des deutschsprachigen Verlagswesens aus dem Blick, da hier die meiste Weltliteratur übersetzt worden sei.

## Publikation zur zehnten Verleihung
Im Oktober 2014 erschien, pünktlich zur Verleihung des zehnten Deutschen Buchpreises, ein Sachbuch, dessen Autoren sich mit dem Ritual der Preisverleihung, der fortwährenden Kritik an den Regularien und ebenso den Gewinnerromanen auseinandersetzen. Darüber hinaus enthält das Buch Spiel, Satz und Sieg. 10 Jahre Deutscher Buchpreis (Hg. Ingo Irsigler & Gerrit Lembke), das von Kieler Studierenden geschrieben wurde, Exklusivinterviews mit Uwe Tellkamp, dem Buchpreis-Organisator Philippe Genet und Mirko Bonné.